# Chaon
Chaon ist eine französische Gemeinde mit 440 Einwohnern (Stand: 1. Januar 2022) im Département Loir-et-Cher in der Region Centre-Val de Loire; sie gehört zum Arrondissement Romorantin-Lanthenay und zum Kanton La Sologne. Die Einwohner werden Chaonnais genannt.

## Geographie
Die Gemeinde Chaon liegt am Beuvron, etwa 39 Kilometer südöstlich von Orléans in der Seenlandschaft Sologne an der Grenze zu den Départements Loiret und Cher. Umgeben wird Chaon von den Nachbargemeinden Souvigny-en-Sologne im Norden, Isdes im Nordosten und Osten, Brinon-sur-Sauldre im Südosten und Süden, Pierrefitte-sur-Sauldre im Süden und Südwesten sowie Vouzon im Westen und Nordwesten.

## Bevölkerungsentwicklung
| Jahr                       | 1962 | 1968 | 1975 | 1982 | 1990 | 1999 | 2006 | 2012 | 2021 |
| -------------------------- | ---- | ---- | ---- | ---- | ---- | ---- | ---- | ---- | ---- |
| Einwohner                  | 370  | 310  | 304  | 336  | 372  | 375  | 428  | 467  | 445  |
| Quellen: Cassini und INSEE |      |      |      |      |      |      |      |      |      |

## Sehenswürdigkeiten
- Kirche Saint-Pierre, Mitte des 12. Jahrhunderts erbaut
- Mühle La Gaucherie und Mühle Pont-Thibault
- Schloss Chaon
- Schloss L’Ermitage

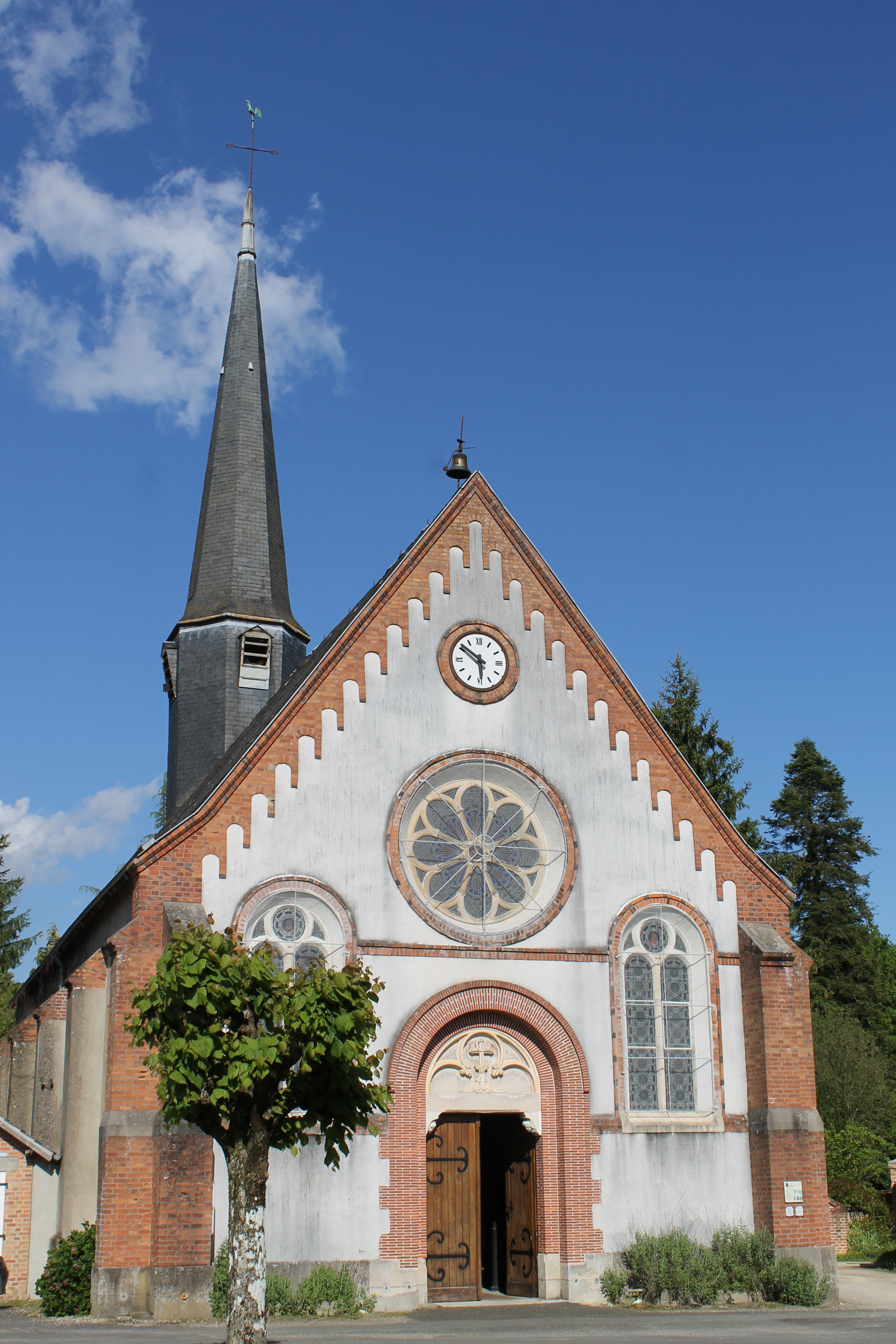
Kirche Saint-Pierre
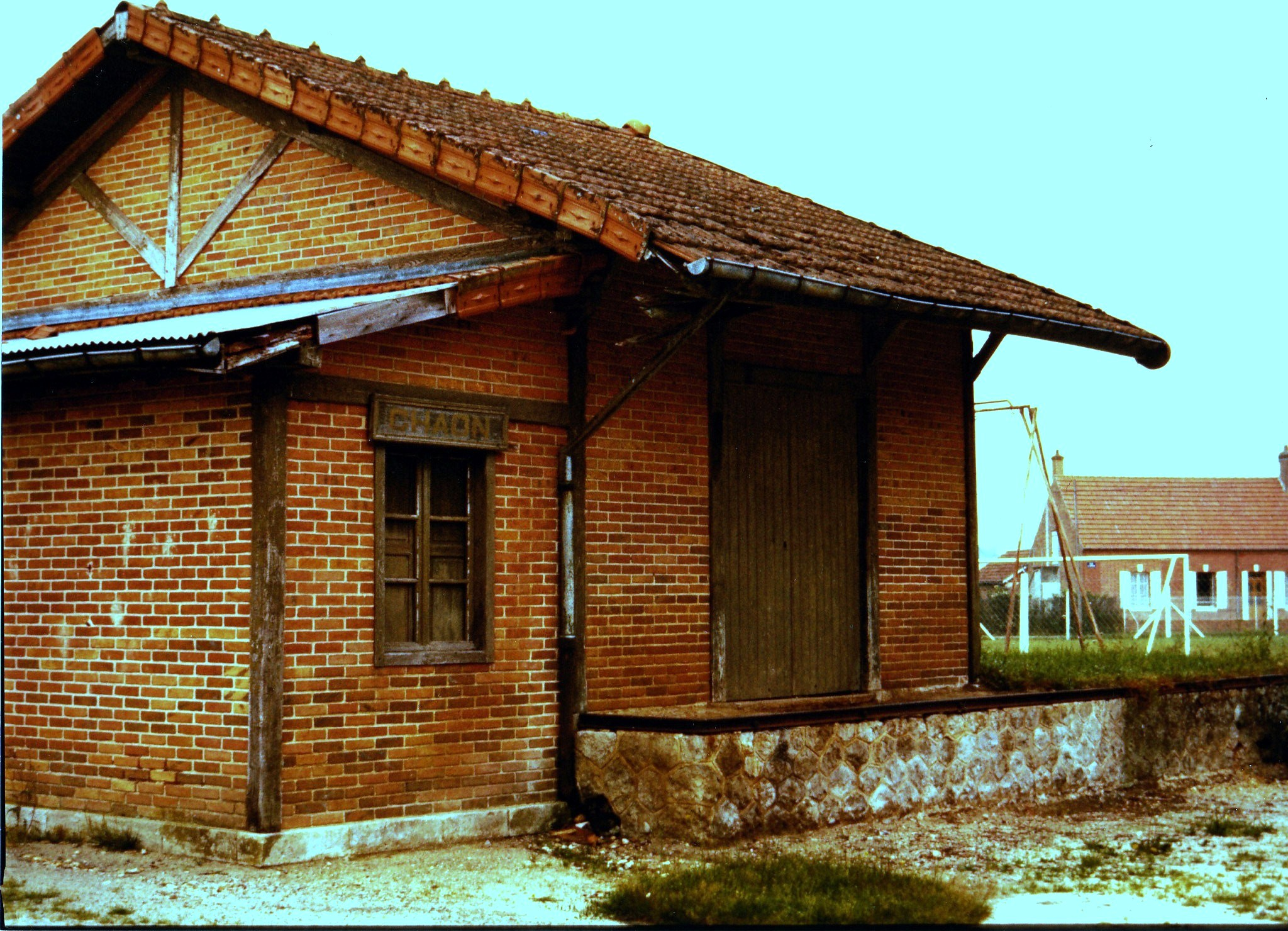
Ehemaliges Bahnhofsgebäude